# لي جاي-كون
لي جاي-كون (هانغل: 이재권) هو لاعب كرة قدم كوري جنوبي في مركز الوسط، ولد في 30 يوليو 1987 في مدينة ألسان في كوريا الجنوبية. لعب مع إنتشون يونايتد ونادي دايجو ونادي سول.

## وصلات خارجية
- لي جاي-كون على موقع دوري كوريا الجنوبية (الإنجليزية)
- لي جاي-كون على موقع قاعدة بيانات كرة القدم.إي يو (الإنجليزية)
- لي جاي-كون على موقع Soccerway.com (الإنجليزية)